# Nationalliga A (Schach) 2004
In der Saison 2004 der Schweizer Nationalliga A im Schach gewann die SG Biel alle Wettkämpfe und hatte damit vier Punkte Vorsprung auf die Schachfreunde Reichenstein; der Titelverteidiger SG Zürich musste sich mit dem dritten Platz begnügen.
Aus der Nationalliga B waren der SK Mendrisio und Rössli Reinach aufgestiegen. Während Mendrisio den Klassenerhalt erreichte, stieg Reinach zusammen mit dem SK Bern direkt wieder ab. Zu den gemeldeten Mannschaftskadern der teilnehmenden Vereine siehe Mannschaftskader der Schweizer Nationalliga A im Schach 2004.

## Abschlusstabelle
| Pl. | Verein                     | Sp | G | U | V | MP   | Brett-P.  |
| --- | -------------------------- | -- | - | - | - | ---- | --------- |
| 01. | SG Biel                    | 9  | 9 | 0 | 0 | 18:0 | 47,0:25,0 |
| 02. | Schachfreunde Reichenstein | 9  | 7 | 0 | 2 | 14:4 | 41,5:30,5 |
| 03. | SG Zürich (M)              | 9  | 6 | 0 | 3 | 12:6 | 43,5:28,5 |
| 04. | Schachklub Luzern          | 9  | 5 | 0 | 4 | 10:8 | 37,0:35,0 |
| 05. | Sorab Basel                | 9  | 5 | 0 | 4 | 10:8 | 37,0:35,0 |
| 06. | SG Riehen                  | 9  | 4 | 0 | 5 | 8:10 | 35,0:37,0 |
| 07. | SK Mendrisio (N)           | 9  | 2 | 2 | 5 | 6:12 | 34,0:38,0 |
| 08. | SV Wollishofen             | 9  | 2 | 2 | 5 | 6:12 | 31,0:41,0 |
| 09. | SK Bern                    | 9  | 2 | 1 | 6 | 5:13 | 28,0:44,0 |
| 10. | Rössli Reinach (N)         | 9  | 0 | 1 | 8 | 1:17 | 26,0:46,0 |

Anmerkung: Luzern ist durch den Sieg im direkten Vergleich vor Basel platziert.

## Entscheidungen
|     | Schweizer Meister: SG Biel                               |
|     | Absteiger in die Nationalliga B: SK Bern, Rössli Reinach |
| (M) | Meister der letzten Saison                               |
| (N) | Aufsteiger der letzten Saison                            |

## Kreuztabelle
| Ergebnisse | Ergebnisse                 | 01. | 02. | 03. | 04. | 05. | 06. | 07. | 08. | 09. | 10. |
| ---------- | -------------------------- | --- | --- | --- | --- | --- | --- | --- | --- | --- | --- |
| 01.        | SG Biel                    |     | 5   | 5   | 6   | 6   | 5   | 4½  | 5   | 5½  | 5   |
| 02.        | Schachfreunde Reichenstein | 3   |     | 5   | 4½  | 2½  | 4½  | 4½  | 5½  | 5½  | 6½  |
| 03.        | SG Zürich                  | 3   | 3   |     | 3½  | 4½  | 5½  | 5   | 6   | 7   | 6   |
| 04.        | Schachklub Luzern          | 2   | 3½  | 4½  |     | 5   | 5   | 3½  | 3½  | 5   | 5   |
| 05.        | Sorab Basel                | 2   | 5½  | 3½  | 3   |     | 3   | 5   | 5½  | 4½  | 5   |
| 06.        | SG Riehen                  | 3   | 3½  | 2½  | 3   | 5   |     | 4½  | 3   | 5½  | 5   |
| 07.        | SK Mendrisio               | 3½  | 3½  | 3   | 4½  | 3   | 3½  |     | 4   | 4   | 5   |
| 08.        | SV Wollishofen             | 3   | 2½  | 2   | 4½  | 2½  | 5   | 4   |     | 3½  | 4   |
| 09.        | SK Bern                    | 2½  | 2½  | 1   | 3   | 3½  | 2½  | 4   | 4½  |     | 4½  |
| 10.        | Rössli Reinach             | 3   | 1½  | 2   | 3   | 3   | 3   | 3   | 4   | 3½  |     |

## Aufstiegsspiele zur Nationalliga A
In der Saison 2004 fanden zum letzten Mal Aufstiegsspiele zur Nationalliga A statt; ab der Saison 2005 stiegen die Sieger der Nationalliga B Ost und West direkt in die Nationalliga A auf. Für die Aufstiegsspiele qualifiziert hatten sich aus der Nationalliga B Ost der Sieger SG Winterthur und der Zweitplatzierte Bianco Nero Lugano, aus der Nationalliga B West der Zweite Joueur Lausanne und der Dritte Club d’échecs de Sion (Sieger war die nicht aufstiegsberechtigte zweite Mannschaft der Schachfreunde Reichenstein). Die Aufstiegsspiele zwischen Winterthur und Sion sowie zwischen Lausanne und Lugano fanden in Winterthur und Lausanne statt. In beiden Wettkämpfen konnten sich die Vertreter der Oststaffel durchsetzen, die damit in die Nationalliga A aufstiegen. Während Winterthur einen 8:0-Kantersieg landete, setzte sich Lugano knapp mit 4½:3½ durch.
| SG Winterthur        | CE Sion              | Ergebnis |
| -------------------- | -------------------- | -------- |
| Richard Forster      | Julien Carron        | 1:0      |
| Artur Jussupow       | Gilles Terreaux      | 1:0      |
| Nedeljko Kelecevic   | Pascal Vianin        | 1:0      |
| Martin Ballmann      | Patrick Gaulé        | 1:0      |
| Sacha Georges        | David Philippoz      | 1:0      |
| Michael Hochstrasser | Philippe Berset      | 1:0      |
| Michael Bucher       | Pascal Grand         | 1:0      |
| Urs Rüetschi         | Jean-Michel Paladini | 1:0      |

| Joueur Lausanne        | Lugano CS          | Ergebnis |
| ---------------------- | ------------------ | -------- |
| Petri Lehtivaara       | Fabio Bellini      | ½:½      |
| Andreas Huss           | Giulio Borgo       | ½:½      |
| Denis Bucher           | Alexander Raetsky  | 0:1      |
| David Burnier          | Vladimir Paleologu | ½:½      |
| Jean-Robert Vesin      | Claudio Boschetti  | 1:0      |
| Adrien de Kalbermatten | Antonio Lepori     | 0:1      |
| Daniel Moruon          | Gustavo Herrera    | ½:½      |
| Stephan Major          | Antonio Schneider  | ½:½      |

## Die Meistermannschaft
| 1.            | SG Biel |
| Schachfiguren | Ognjen Cvitan, Antonin Robert, Didier Leuba, Alexandre Domont, Yvan Masserey, Yannick Pelletier, Joseph Gallagher, Vadim Milov, Fabrice Pinol Fulgoni, Avni Ermeni, Christian Bauer. |